# Ol'ga Turčak
Ol'ga Gennad'evna Turčak (in russo Опъга Геннадьевна Турчак?; Alma-Ata, 5 marzo 1967) è un'ex altista kazaka, fino al 1991 sovietica.

## Palmarès

### Europei
- 1 medaglia:
  - 1 bronzo (Stoccarda 1986)

### Europei juniores
- 1 medaglia:
  - 1 argento (Cottbus 1985)